# José Carlos Schwarz
José Carlos Schwarz (Bissau, 6 de Dezembro de 1949 – Havana, 27 de Maio de 1977) foi um poeta e músico da Guiné-Bissau. Ele é amplamente reconhecido como um dos mais importantes e notáveis músicos da Guiné-Bissau.
Ele escreveu em português e francês, porém cantava em crioulo.

## Biografia
Em 1970 ele formou o "Cobiana Djazz", banda formada por um grupo de amigos. Esteve preso na “Colónia Penal e Agrícola da Ilha das Galinhas" devido à sua actividade política em defesa da independência. Inspirado nesta experiência, compôs a música “Djiu Di Galinha”.
Após a independência da Guiné-Bissau, Schwarz tornou-se o diretor do Departamento de Artes e Cultura, e também o responsável pela política de infância guineense. Em 1977 iniciou sua carreira na Embaixada da Guiné-Bissau em Cuba. No dia 27 de Maio do mesmo ano, Schwarz morreu em acidente de avião próximo a Havana.